# Ogasawara (phó tỉnh)
Ogasawara (小笠原支庁 Ogasawara-shichō) là một phó tỉnh thuộc thủ đô Tokyo, Nhật Bản. Tính đến ngày 1 tháng 10 năm 2020, dân số ước tính phó tỉnh là 2.929 người và mật độ dân số là 27 người/km2. Tổng diện tích phó tỉnh là 106,9 km2.